# Stibaroma
Stibaroma là một chi bướm đêm thuộc họ Geometridae.